# Josef B. Malina
Josef Julius Martin Bonifacius Malina, auch bekannt als J. B. Malina (* 7. März 1893 in Fiume, Königreich Ungarn; † 28. Dezember 1960 in Höllriegelskreuth), war ein österreichischer Schriftsteller und Drehbuchautor.

## Leben
Josef Bonifacius Malina wuchs in Wien auf. 1919 lebte er in Charlottenburg bei Berlin; im April heiratete er dort die Schauspielerin Minna Karbaum (* 1892).
Von 1920 bis zu den ersten Kriegsjahren schrieb er einige Kinodrehbücher und veröffentlichte mehrere Bücher mit Kupfertiefdrucken. Er wurde u. a. bekannt als Autor des Bildbandes Orbis Catholicus: Bilder gläubiger Menschen und geheiligter Formen, der 1933 in Berlin veröffentlicht und auch ins Französische übersetzt wurde. Im Juni desselben Jahres wurde sein mit Per Schwenzen verfasstes Antikriegsstück Am Himmel Europas am Berliner Theater am Schiffbauerdamm uraufgeführt und ab Anfang 1934 monatelang im Lustspielhaus Berlin gespielt.
Im April 1946 wurde er Chefredakteur der neuen österreichischen Zeitschrift Film (Untertitel: Die österreichische illustrierte Zeitschrift), herausgegeben von Willi Forst, die bis 1949 erschien.
Einige Artikel im Film könnten von Ingeborg Bachmann stammen, obwohl zwar im Inhaltsverzeichnis als Autor J.B.Malina angeführt ist, jedoch beim Artikel I.B.Malina aufscheint. Diese mögliche Verbindung zwischen den Ende der 1940er Jahre verfassten Beiträgen und ihrem 20 Jahre später erschienenen Roman Malina hat der Bachmann-Biograf Peter Filkins aufgezeigt.

## Filmographie
- Gerechtigkeit, unter Regie von Štefan Lux (1920)
- Hoffmanns Erzählungen, unter Regie von Max Neufeld (1923)
- Ritorno, unter Regie von Géza von Bolváry (1940)
- Traummusik, unter Regie von Géza von Bolváry (1940)
- Krach im Vorderhaus, unter Regie von Paul Heidemann (1941)

## Schriften
- Im sonnigen Süden (1932)
- Unvergängliches Deutschland (1933)
- Am Himmel Europas (1933, mit Per Schwenzen)
- Orbis Catholicus: Bilder gläubiger Menschen und geheiligter Formen (1930/33) (französisch: Orbis Catholicus. Images et scènes de la vie catholique)
- Der germanische Norden und wir. Dänemark, Norwegen und Schweden (1934)
- Deutschland fliegt: Der Aufbau der deutschen Luftfahrt seit 1933 (1935)